# Erinaceus
Erinaceus é um gênero mamífero da família Erinaceidae.

## Espécies
- Erinaceus amurensis Schrenk, 1859
- Erinaceus concolor Martin, 1838
- Erinaceus europaeus Linnaeus, 1758
- Erinaceus roumanicus Barrett-Hamilton, 1900